# فرانسیس راسی
فرانسیس راسی (به انگلیسی: Francis rossi) آهنگ‌ساز، خواننده و گیتاریست انگلیسی  و یکی از بنیانگذاران گروه راک نامدار استیتس کوئو است.

## درباره
او با نام کامل فرانسیس دامینیک مایکل نیکلاس راسی زادهٔ ۲۹ می ۱۹۴۹ در فارست هیل لندن است. از دو ازدواجش ۸ فرزند دارد و اگر مشغول تورهای استیتس کوئو نباشد وقتش را با تمرین موسیقی و شنا سپری می‌کند.

## تجهیزات موسیقی
فرانسیس راسی بیشتر اوقات از یک فِندِر تِلکَستر سبز رنگ مدل ۱۹۵۷ استفاده می‌کند که آن را در سال ۱۹۶۸ و به قیمت ۷۰ پاوند خریداری کرده است. قطعات این ساز تا به حال چندین بار با قطعه‌های جی اَند اِل تعویض شده‌اند و یک پیکاپ سوم(مانند سری استراتوکَستر فندر) هم به آن افزوده شده است. راسی همچنین از آمپلی‌فایرهای مارشال سری جی‌سی‌ام ۸۰۰ یا جی‌سی‌ام ۹۰۰ و افکت رولند جی‌پی‌ایت بهره می‌گیرد.